# 19612 Noordung
19612 Noordung (1999 OO) là một tiểu hành tinh vành đai chính được phát hiện ngày 17 tháng 7 năm 1999 ở Črni Vrh Observatory. Nó được đặt theo tên Herman Potočnik Noordung, a Slovene rocket engineer và pioneer of cosmonautics.